# Amy Williams (rugby à XV)
Pour les articles homonymes, voir Williams et Amy Williams.
Pas d'image ? Cliquez ici

a Compétitions nationales et continentales officielles uniquement.

b Matchs officiels uniquement.
Dernière mise à jour le 25 avril 2025.

Amy Williams, née le 15 décembre 1986 à Hastings (Nouvelle-Zélande), est une joueuse néo-zélandaise de rugby à XV. Trois-quarts polyvalente, elle fait l'essentiel de sa carrière en club avec la province d'Hawke's Bay. Elle représente l'équipe de Nouvelle-Zélande entre 2005 et 2006.

## Biographie
Amy Williams fait ses débuts internationaux en 2005. Elle remporte la Coupe du monde 2006 avec son pays.
Au niveau provincial, elle dispute toute sa carrière avec Hawke's Bay, à l'exception de la saison 2012 disputée avec Manawatu

## Palmarès
- 8 sélections en équipe de Nouvelle-Zélande.
- Championne du monde en 2006.